# 이재현 (프로게이머)
이재현(1991년 5월 3일 ~ )은 대한민국의 전직 스타크래프트 프로게이머이다. maestro라는 아이디를 사용하며, 종족은 저그이다. SK텔레콤 T1 소속이었다.
2009년 하반기 드래프트에서 SK텔레콤 T1의 2차 지명으로 입단하였다.
2010 MSL 서바이버 토너먼트 시즌2 예선전에서 최문석, 이성은, 고강민을 차례로 2:0 셧아웃시키고 서바이버 토너먼트에 진출하였다. 공식전 출전은 딱 2번으로 테란전과 프로토스전 1번씩만이었으며, 모두 패만 했다. 결국 2011년 11월 13일 은퇴하였다.

## 주요 기록
- 2008년 5월 제39회 스타크래프트 준프로게이머 선발전 입상